# Handschar

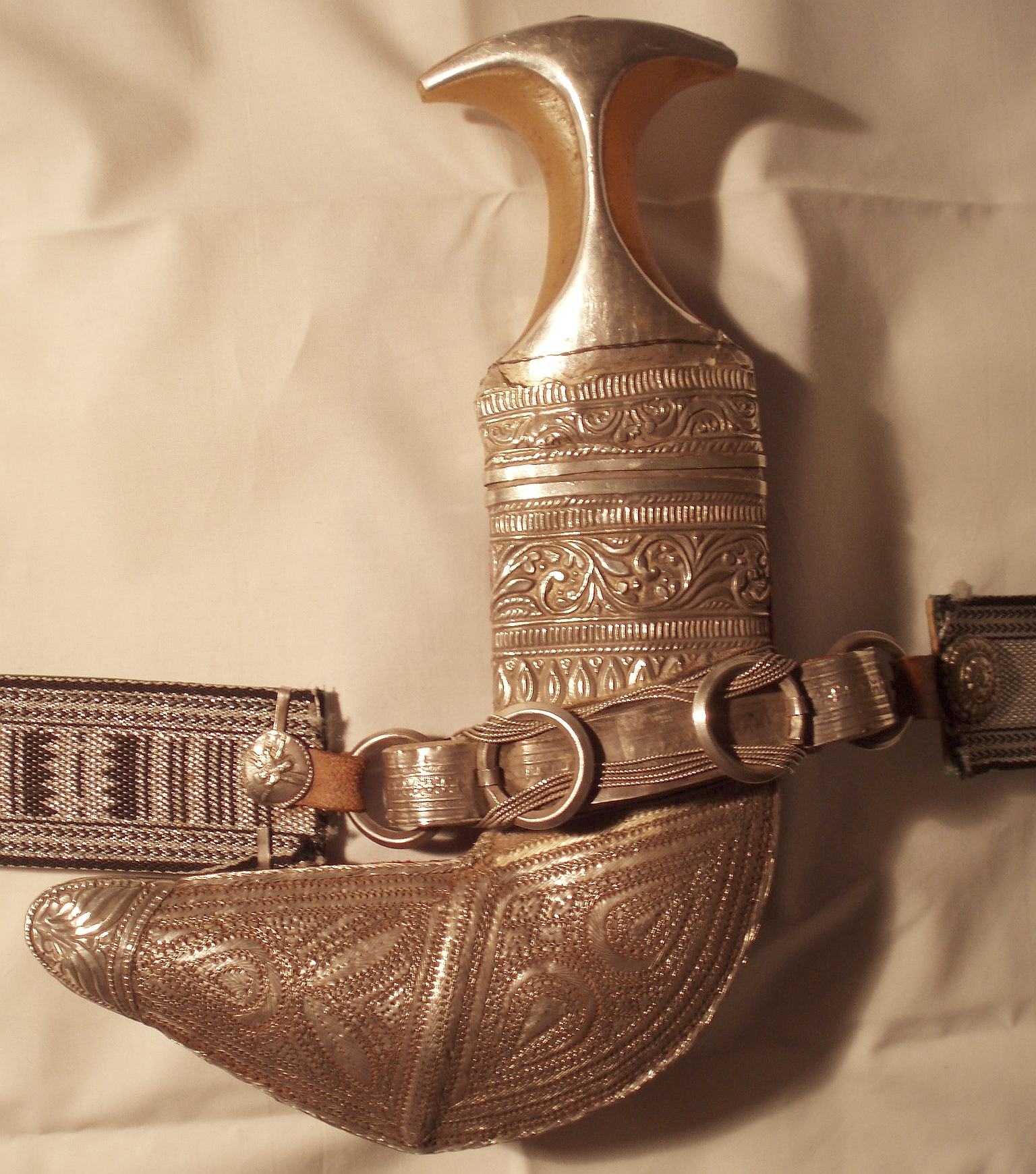
Handschar um 1924

Flagge des Oman mit Handschar (Mitte des Wappens)

Handschar  (arabisch خنجر Chandschar, DMG ḫanǧar, persisch خنجر، خونگر), auch Khanjar, Chungar, bezeichnet einen traditionellen arabischen Krummdolch.

## Beschreibung
Der Handschar wird auch als Kandschar, Kantschar oder Khanjar, Khkhanjar bezeichnet.  Fälschlicherweise wird der Begriff auch für den einschneidigen Yatagan verwendet. Auffallend sind die fast im 90°-Winkel gekrümmten Scheiden, der Dolch selber ist jedoch wesentlich weniger stark gekrümmt als die Scheide es einen glauben machen möchte.
Im Sultanat Oman ist der Handschar fester Bestandteil der Tracht der Männer; so ging früher ein erwachsener Omaner ohne Handschar nicht aus dem Haus. Heute werden diese Dolche gelegentlich in der Öffentlichkeit und immer bei traditionellen Festen oder Familienfesten gemeinsam mit dem Turban und oftmals mit einem Stock (arabisch عصا) getragen. 
2022 wurde Al-Khanjar für Oman in die UNESCO-Liste des immateriellen Kulturerbes der Menschheit aufgenommen.

## Handschar als Symbol
Im Wappen Omans und auf dessen Landesflagge ist ein Handschar abgebildet. Weiterhin war im Wappen der 13. Waffen-Gebirgs-Division der SS „Handschar“ (kroatische Nr. 1) ein Handschar abgebildet.

## Handschar als Waffe
Der Handschar als Waffe wird ausführlich in dem Artikel Khanjar beschrieben. Bei einigen Truppen des Österreichischen Militärs wurde er als Ausrüstungsbestandteil genutzt.